# 瑞慶覧長方
瑞慶覧 長方（ずけらん ちょうほう、1932年 - 2023年8月18日）は、日本の政治家・植物学者。元沖縄県議会議員・沖縄社会大衆党委員長。
前沖縄県南城市長・瑞慶覧長敏は長男、2024年の沖縄県議会議員選挙で当選した元南城市議会議員の瑞慶覧長風は孫にあたる（長敏の次男）。

## 来歴
沖縄県島尻郡大里村（現・南城市）出身。1945年6月に多数の民間犠牲者を出した沖縄戦の南部戦線を生き残り、米国統治下で琉球大学理学部に入学。1953年に高良鉄夫助教授を団長とする尖閣諸島の生物分布調査に参加している。大学卒業後、知念高校の教諭を経てサボテン研究家となり、特に南米産の品種を数多く紹介したことで沖縄の園芸界において広く名前を知られる存在となった。
1972年の沖縄返還後、沖縄社会大衆党公認で県議となり3期12年務めた。その間1987年から1989年まで委員長を務めた。その後は、沖縄社会大衆党顧問及び参議院議員・山内徳信（社民党）後援会長などを務めた。また、沖縄戦を生き延びた経験について、各地で講演を行っていた。
2023年8月18日午後5時55分、南城市大里の自宅で慢性腎不全のため死去。91歳没。

## 著書
- 湯煎罐 琉歌と世相（久茂地文庫、1980年）
- 土着の人 平良幸市小伝（平良幸市回想録刊行委員会、1994年）

## 論文
- 国立情報学研究所収録論文 国立情報学研究所